# K Berg en Dal VV

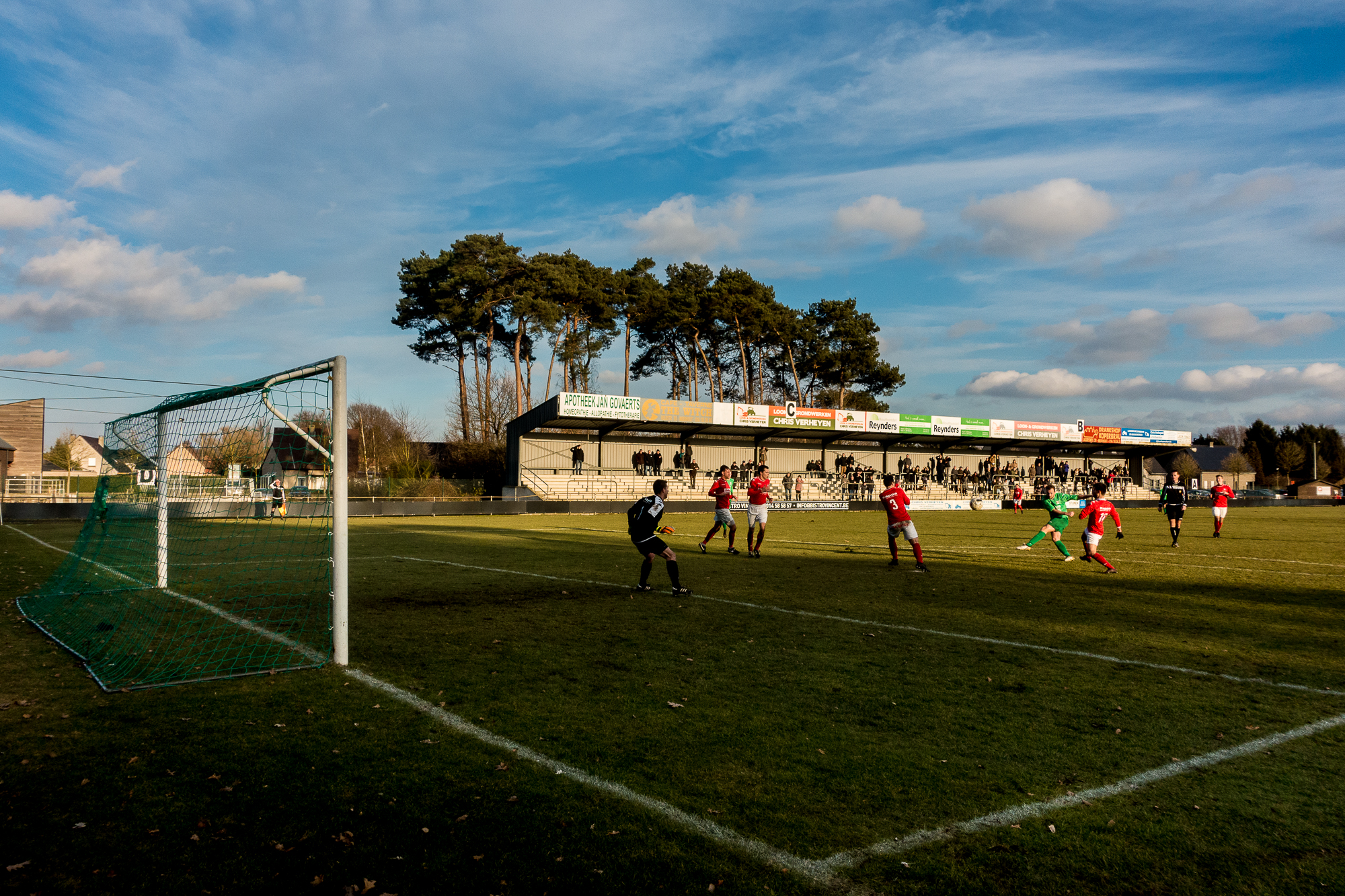
De thuisbasis van K Berg en Dal VV, het vroegere Kattenstadion.

Koninklijke Berg en Dal Voetbalvereniging is een Belgische voetbalclub uit de gemeente Meerhout, gelegen in de provincie Antwerpen. De club is aangesloten bij de KBVB met stamnummer 3057 en heeft groen en rood als clubkleuren.

## Geschiedenis
In de jaren '30 ontstonden verschillende nieuwe voetbalclubs in Meerhout, waaronder Berg en Dal Zittaert, dat zich in 1933 aansloot bij de Belgische Voetbalbond met stamnummer 2018. In 1936 werden de meeste van deze clubs, en ook Berg en Dal Zittaert, alweer geschrapt omdat ze mogelijk gingen samenwerken met FC Meerhout Sport (aangesloten bij de KBVB in 1927 met stamnummer 893).
Berg en Dal VV werd even later heropgericht en sloot zich in het begin van de Tweede Wereldoorlog aan bij de Belgische Voetbalbond met stamnummer 3057. De club speelde vanaf het begin tot in 2013 aan de Zeggeman in Meerhout-Zittaart. Momenteel spelen zij op de vroegere terreinen van FC.Verbroedering Meerhout aan de Sportlaan (Het Kattenstadion).(FC.Verbroedering Meerhout ontstond in 1966 door de fusie van K.FC.Meerhout Sport en FC.Hand in Hand Meerhout. FC. Verbroedering Meerhout verdween als club na een 'samengaan' met Verbroedering Geel in 2008). 
In het seizoen 2012-2013 werd K Berg en Dal VV kampioen in 2de Provinciale (reeks B) en promoveerde naar de hoogste provinciale afdeling. Het verblijf was echter van korte duur want de club degradeerde het seizoen daarop (2013-2014) terug naar 2de Provinciale. In 2014-2015 werd K Berg en Dal opnieuw kampioen in 2de Provinciale (reeks B) en promoveerde daardoor weer naar de hoogste provinciale afdeling. Na 8 jaar in de Eerste Provinciale, speelde Berg en Dal kampioen, en komt in seizoen 2023/24 voor het eerst uit in de nationale reeksen.

## Resultaten
| Seizoen | Klasse | Klasse | Klasse | Klasse | Klasse | Klasse | Klasse | Klasse | Klasse | Reeks                                                    | Punten                                                   | Opmerkingen                                              |
|         | I      | I      | II     | III    | IV     | P.I    | P.II   | P.III  | P.IV   |                                                          |                                                          |                                                          |
| ------- | ------ | ------ | ------ | ------ | ------ | ------ | ------ | ------ | ------ | -------------------------------------------------------- | -------------------------------------------------------- | -------------------------------------------------------- |
| 2012/13 |        |        |        |        |        |        | 1      |        |        | Tweede prov. Antw. B                                     | 68                                                       |                                                          |
| 2013/14 |        |        |        |        |        | 14     |        |        |        | Eerste prov. Antw.                                       | 25                                                       | Degradatie                                               |
| 2014/15 |        |        |        |        |        |        | 1      |        |        | Tweede prov. Antw. B                                     | 63                                                       |                                                          |
| 2015/16 |        |        |        |        |        | 8      |        |        |        | Eerste prov. Antw.                                       | 42                                                       |                                                          |
|         | 1A     | 1B     | 1Am    | 2Am    | 3Am    | P.I    | P.II   | P.III  | P.IV   | Vanaf 2016-17 zijn er 3 nationale en 2 regionale niveaus | Vanaf 2016-17 zijn er 3 nationale en 2 regionale niveaus | Vanaf 2016-17 zijn er 3 nationale en 2 regionale niveaus |
| 2016/17 |        |        |        |        |        | 11     |        |        |        | Eerste prov. Antw.                                       | 37                                                       |                                                          |
| 2017/18 |        |        |        |        |        | 4      |        |        |        | Eerste prov. Antw.                                       | 48                                                       |                                                          |
| 2018/19 |        |        |        |        |        | 8      |        |        |        | Eerste prov. Antw.                                       | 42                                                       |                                                          |
| 2019/20 |        |        |        |        |        | 6      |        |        |        | Eerste prov. Antw.                                       | 43                                                       | Seizoen vroegtijdig stopgezet                            |
| 2020/21 |        |        |        |        |        | -      |        |        |        | Eerste prov. Antw.                                       | -                                                        | Geen competitie door Covid-19                            |
| 2021/22 |        |        |        |        |        | 3      |        |        |        | Eerste prov. Antw.                                       | 62                                                       |                                                          |
| 2022/23 |        |        |        |        |        | 1      |        |        |        | Eerste prov. Antw.                                       | 67                                                       |                                                          |
| 2023/24 |        |        |        |        | 2      |        |        |        |        | Derde afdeling VV B                                      | 61                                                       | Promotie via eindronde                                   |
| 2024/25 |        |        |        | 8      |        |        |        |        |        | Tweede afdeling VV B                                     | 41                                                       |                                                          |
| 2025/26 |        |        |        |        |        |        |        |        |        | Tweede afdeling VV B                                     |                                                          |                                                          |